# Гусол Артем Валерійович
Артем Валерійович Гусол (нар. 5 січня 2006, Бориспіль, Київська область, Україна) — український футболіст, правий вінґер ковалівського «Колоса».

## Життєпис
Народився в місті Бориспіль Київської області. У ДЮФЛУ з 2017 по 2022 рік виступав за ЦС «Фаворит» (Бориспіль), «Арсенал» (Київ),  ФА «Арсенал» (Київ) та «Колос» (Ковалівка). Після початку повномасштабного російського вторгнення в Україну виїхав за кордон, тренувався з молодіжною командою італійського клубу «Серілдокс Камісіано».
У середині вересня 2022 року повернувся до «Колоса». Першу половину сезону 2022/23 років провів у команді U-19, яка виступала в юнацькому чемпіонаті України. У першій команді дебютував 28 квітня 2023 року в програному (1:3) домашньому поєдинку 23-го туру Прем'єр-ліги України проти донецького «Шахтаря». Артем вийшов на поле на 85-й хвилині замість Олега Ільїна.